# Parlement du Benelux
Belgique
Pays-Bas
Luxembourg
Le parlement du Benelux, ou officiellement l'Assemblée interparlementaire Benelux, est l'une des institutions de l'Union Benelux. Le parlement est créé à la suite d'un accord signé entre la Belgique, les Pays-Bas et le Luxembourg le 5 novembre 1955.
Le parlement a un rôle consultatif, il n'a pas le pouvoir de prendre des décisions. Il se compose de 49 membres qui se regroupent en fonction de leur tendance politique.
Le siège du Conseil est en rotation entre plusieurs villes des pays signataires, à savoir : Bruxelles, La Haye et Luxembourg-Ville.

## Organisation

### Objectifs
Les activités du Benelux se sont axées principalement sur :
- la coopération transfrontalière ;
- le marché intérieur et la coopération économique ;
- la culture ;
- la recherche et l'enseignement ;
- la libre circulation des personnes ;
- les problèmes européens.

### Présidence
Le parlement du Benelux élit tous les deux ans son bureau pour les deux années suivantes. Cette élection se tient lors de la dernière séance plénière de la période bisannuelle en cours.
Pour la période 2023-2025, la présidence est assurée par :
- Pim van Ballekom , président ;

Le Conseil dispose d’un secrétariat permanent dont le siège se situe dans le Palais de la Nation à Bruxelles.

### Liste des présidents
| Période   | Président                                               | Pays       |
| --------- | ------------------------------------------------------- | ---------- |
| 1957      | Frans Van Cauwelaert                                    | Belgique   |
| 1958      | Jaap A.W. Burger                                        | Pays-Bas   |
| 1959      | Camille Linden                                          | Luxembourg |
| 1960      | Marc-Antoine Pierson                                    | Belgique   |
| 1961      | Frans-Jozef F.M. van Thiel                              | Pays-Bas   |
| 1962      | Romain Fandel                                           | Luxembourg |
| 1963      | René Drèze                                              | Belgique   |
| 1964      | Johanna « Joke » Stoffels-van Haaften                   | Pays-Bas   |
| 1965      | Georges Wagner                                          | Luxembourg |
| 1966      | Gaston Crommen                                          | Belgique   |
| 1967      | Nico G. Geelkerken                                      | Pays-Bas   |
| 1968      | Albert Berchem                                          | Luxembourg |
| 1969      | Paul Herbiet                                            | Belgique   |
| 1970      | Maarten de Niet Gerritzoon                              | Pays-Bas   |
| 1971-1972 | René Van den Bulcke                                     | Luxembourg |
| 1973-1974 | Ferdinand Boey                                          | Belgique   |
| 1975-1976 | Hans de Koster                                          | Pays-Bas   |
| 1977-1978 | Jean Winkin                                             | Luxembourg |
| 1979-1980 | Tijl Declercq                                           | Belgique   |
| 1981-1982 | David van Ooijen                                        | Pays-Bas   |
| 1983-1984 | Josy Barthel Joseph Eyschen                             | Luxembourg |
| 1985-1986 | Jos Wyninckx                                            | Belgique   |
| 1987-1988 | Ben Hennekam                                            | Pays-Bas   |
| 1989-1990 | Camille Biver Aly Schroeder                             | Luxembourg |
| 1991-1992 | Jean Bock                                               | Belgique   |
| 1993-1994 | Dick Dees                                               | Pays-Bas   |
| 1995-1996 | Ady Jung                                                | Luxembourg |
| 1997-1998 | Chris Moors                                             | Belgique   |
| 1999-2000 | Wilhelmine « Willie » Swildens-Rozendaal Piet Stoffelen | Pays-Bas   |

| Période     | Président                    | Pays       |
| ----------- | ---------------------------- | ---------- |
| 2001-2002   | John Schummer                | Luxembourg |
| 2003-2004   | Jean-Marie Happart           | Belgique   |
| 2005-2006   | Frans de Nerée tot Babberich | Pays-Bas   |
| 2007-2008   | Roger Negri                  | Luxembourg |
| 2009-2010   | Bart Tommelein               | Belgique   |
| 2011-2012   | Jack Biskop                  | Pays-Bas   |
| 2013-2014   | Marcel Oberweis              | Luxembourg |
| 2015-2016   | Maya Detiège                 | Belgique   |
| 2017-2018   | André Postema (en)           | Pays-Bas   |
| 2019-2020   | Gusty Graas                  | Luxembourg |
| 2020-2022   | Patricia Creutz              | Belgique   |
| depuis 2022 | Pim van Ballekom (nl)        | Pays-Bas   |

## Groupes de partis
Le Parliament du Benelux comprend les groupes de partis suivants :
| Nom                              | Idéologie                                                                        | Groupe politique         | Sièges  |
| -------------------------------- | -------------------------------------------------------------------------------- | ------------------------ | ------- |
| Groupe chrétien                  | Démocratie chrétienne Libéral-conservatisme Conservatisme Centrisme              | Groupe PPE, CRE          | 17 / 49 |
| Groupe libéral                   | Libéralisme Libéralisme conservateur Libéralisme classique Social-libéralisme    | Renew                    | 10 / 49 |
| Socialistes, verts et démocrates | Social-démocratie Écologie politique Socialisme démocratique                     | The Left, Verts/ALE, S&D | 12 / 49 |
| Vlaams Belang - PVV              | Nationalisme Populisme de droite Conservatisme social Euroscepticisme Anti-Islam |                          | 7 / 49  |